# Emmelia elaeoa
Emmelia elaeoa is een vlinder uit de familie van de uilen (Noctuidae). De wetenschappelijke naam van deze soort is voor het eerst voorgesteld als Tarache elaeoa door George Francis Hampson in een publicatie uit 1910.

## Verspreiding
De soort komt voor in Australië.

## Waardplanten
De rups leeft op Sida cordifolia (Malvaceae).